# Großer Preis von Deutschland 1935

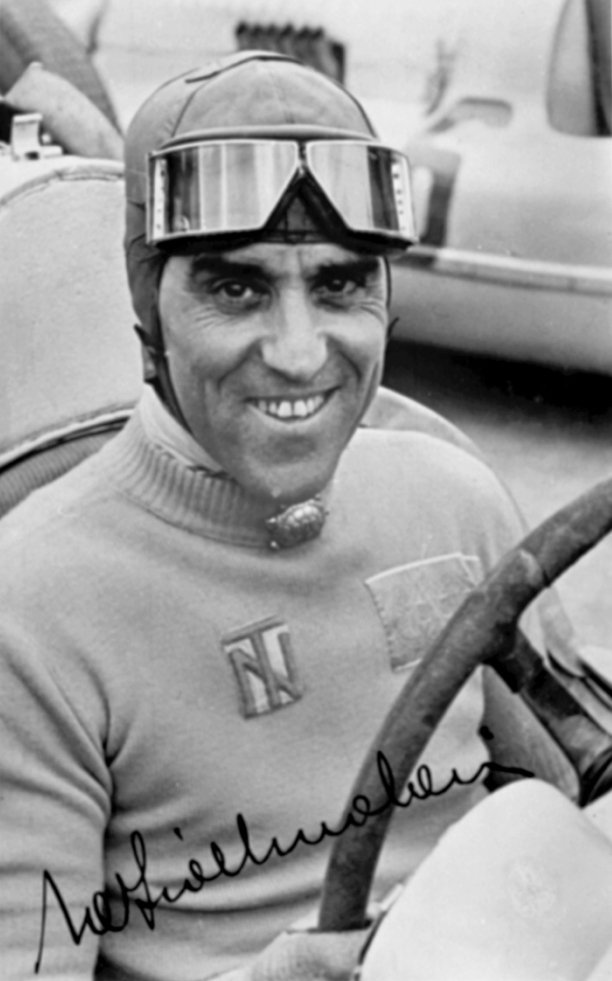
Tazio Nuvolari siegte nach einer Meisterleistung gegen neun Silberpfeile

Der VII. Große Preis von Deutschland fand am 28. Juli 1935 auf der Nordschleife des Nürburgrings statt. Als Grande Épreuve zählte er zur Grand-Prix-Europameisterschaft 1935 und wurde nach den Bestimmungen der Internationalen Grand-Prix-Formel (Rennwagen bis maximal 750 kg ohne Treibstoff, Öl, Kühlwasser und Reifen; 85 cm Mindestbreite; Renndistanz mindestens 500 km) über 22 Runden à 22,810 km ausgetragen, was einer Gesamtdistanz von 501,82 km entsprach.
Sieger wurde Tazio Nuvolari auf einem Alfa Romeo Tipo B, der damit gegen die überlegene Streitmacht der Silberpfeile von Mercedes-Benz und Auto Union auf deren Heimstrecke nach allgemeiner Meinung den größten Erfolg seiner Karriere errang. Das Rennen gilt seitdem als einer der absoluten Höhepunkte der Motorsportgeschichte.

## Rennen
Für die beiden deutschen Rennställe war der Grand Prix vor heimischem Publikum das mit Abstand wichtigste Rennen der Saison. Entsprechend stieg ihr Aufwand nahezu ins Unermessliche. Das galt vor allem für die siegverwöhnte Mannschaft der Daimler-Benz AG, die auf dem Nürburgring ausgiebige Testfahrten unternommen hatte und zum Rennwochenende nicht weniger als sieben ihrer Rennwagen mit zur Strecke brachte. Neben zwei Reservewagen waren darunter zwei Autos für die beiden Nachwuchsfahrer Hermann Lang, der hier den ersten internationalen Grand Prix seiner Karriere bestritt, und den bereits etwas erfahreneren Hanns Geier, die hier die Stammbesetzung mit den beiden Führenden in der Europameisterschaftswertung, Rudolf Caracciola und Luigi Fagioli, sowie dazu Manfred von Brauchitsch verstärkten. Mit fast 450 PS Motorleistung waren die Mercedes-Benz W 25 die mit Abstand stärksten Wagen im Feld, wiesen aber auf dem anspruchsvollen Kurs auch den höchsten Reifenverschleiß aller Teilnehmer auf.
Kaum minder intensiv war die Vorbereitung bei der Auto Union. Nach dem desaströsen Abschneiden beim französischen Grand Prix hatte das Team auf die Teilnahme am Großen Preis von Belgien verzichtet und stattdessen den Nürburgring eine Woche lang exklusiv angemietet, um mit einem intensiven Erprobungsprogramm alle Schwachstellen der gründlich überarbeiteten Rennwagen vom Typ B, deren Leistung auf etwa 375 PS angehoben worden war, noch einmal grundlegend anzugehen. Am Ende stand ein Proberennen über 32 Runden zwischen dem erfahrenen Hans Stuck und dem aufstrebenden Bernd Rosemeyer, um damit die Standfestigkeit der Wagen noch einmal hart auf die Probe zu stellen. Weiterer Stammfahrer war wie immer Achille Varzi. Außerdem setzte das Auto-Union-Team zum Heimrennen ein zusätzliches Auto für den Nachwuchs- und Reservefahrer Paul Pietsch ein.
Bescheiden wirkte dagegen der Auftritt der Scuderia Ferrari mit ihren drei Alfa-Romeo-Werksrennwagen in der üblichen Besetzung mit Tazio Nuvolari, Louis Chiron und Antonio Brivio. Schon während des Trainings zeichnete sich aber ab, dass der technische Rückstand der über die Jahre immer wieder modernisierten Alfa Romeo Tipo B mit ca. 330 PS Motorleistung auf dem kurvenreichen und schwierig zu fahrenden Nürburgring gegenüber den deutschen Wagen deutlich geringer ins Gewicht fiel als auf anderen Rennstrecken.
Der Rest des Teilnehmerfelds war dagegen von Anfang an praktisch zur Statistenrolle verurteilt. Maserati hatte das neue Grand-Prix-Modell vom Typ Maserati V8-RI für Philippe Étancelin immer noch nicht rennbereit, Bugatti trat mit nur einem Exemplar des seit Längerem nicht mehr konkurrenzfähigen Modells Type 59 für Piero Taruffi an und die britischen ERA von Firmengründer Raymond Mays und Ernst von Delius, die hier erstmals zu einem großen internationalen Grand Prix eingesetzt wurden, waren im Prinzip Voiturette-Rennwagen mit leicht vergrößerten Motoren. Dazu kamen noch einige Privatfahrer mit mittlerweile völlig veraltetem Material.
Die Organisatoren des Deutschland-Grand-Prix hatten vorgesehen, die Startaufstellung mit einem gezeiteten Beschleunigungstest aus dem Stand über einen kurzen Streckenabschnitt zu bestimmen. Die Idee dahinter war, die Teilnehmer entsprechend ihrer Grundgeschwindigkeit aufzustellen, so dass sie sich beim Start gegenseitig möglichst wenig in die Quere kommen würden. Nicht zuletzt wegen Sicherheitsbedenken der Fahrer wurden die Startpositionen aber schließlich wieder im bis dahin üblichen Losverfahren vergeben.
Eine tatsächliche Neuerung war der erstmalige Einsatz einer Startampel, der aber auch nichts daran änderte, dass das Feld auf die Reise geschickt wurde, obwohl am Auto Union von Stuck ganz vorne in der ersten Startreihe der Motor abgestorben war und ein Mechaniker entgegen den Regeln in dem Moment herbeieilte, ihn wieder in Gang zu bekommen, als die Ampel auf Grün wechselte. Im strömenden Regen konnte der von weit hinten gestartete Varzi nicht mehr rechtzeitig ausweichen, so dass der Mann mit schweren, zum Glück aber nicht tödlichen Kopfverletzungen ins Krankenhaus gebracht werden musste. Wie es heißt, hielt Varzi an, um sich nach dem Verunglückten zu erkundigen.
In der Zwischenzeit hatte der ebenfalls aus der ersten Reihe gestartete Nuvolari vor den Augen der 250.000 an der Strecke versammelten Zuschauer mit seinem Alfa Romeo zunächst die Führung übernommen, wurde aber noch im Verlauf der ersten Runde bei zwischendurch nachlassendem Regen von Caracciola im Mercedes überholt. Hinter beiden lagen in kurzen Abständen die Wagen von Fagioli (Mercedes-Benz), Rosemeyer (Auto Union) und von Brauchitsch (Mercedes-Benz), bevor mit Chiron und Brivio die nächsten beiden Alfa-Romeo-Piloten folgten. Stuck, der doch noch gestartet war und dem Feld hinterher kam, hatte sich bereits wieder auf Rang zwölf vorgearbeitet, wurde beim weiteren Aufholen aber von Hans Geier aufgehalten, was nach dem Rennen zur Disqualifikation des relativ unerfahrenen Mercedes-Fahrers führte.
Beim Versuch, auf der nassen Strecke an „Regenmeister“ Caracciola wieder heranzukommen, unterlief Nuvolari in der zweiten Runde ein Fahrfehler, der ihn fünf Plätze kostete. Gleichzeitig ging auch Rosemeyer im Auto Union an Fagioli vorbei und machte bei nun abtrocknendem Belag Jagd auf den führenden Mercedes. Doch dabei kam auch er von der Strecke ab, so dass Fagioli vor von Brauchitsch den Platz als erster Verfolger Caracciolas einnahm. Die Dreifachführung für Mercedes hatte allerdings nicht allzu lange Bestand, denn Nuvolari, der nach den frühen Ausfällen von Brivio und Chiron letzter verbliebener Alfa-Romeo-Fahrer im Rennen war, zog unwiderstehlich wieder nach vorn und kam schließlich aus der zehnten Runde als Führender zurück. Direkt dahinter tobte ein Dreikampf zwischen Caracciola, Rosemeyer und von Brauchitsch, die nur Bruchteile von Sekunden auseinander lagen. Seit Langem hatte es keinen solch spannenden Verlauf eines Grand-Prix-Rennens mehr gegeben. Eine Runde später mündete dies zur Halbzeit des Rennens sogar darin, dass alle vier Führenden gleichzeitig zu ihren planmäßigen Stopps an die Box kamen. Erneut profitierten die drei Deutschen dabei von der perfekten Teamorganisation, während Nuvolari durch die Hektik seiner Boxenmannschaft 2:14 Minuten Zeit verlor und wieder auf den sechsten Rang zurückgeworfen wurde.
Nachdem schließlich auch Fagioli und Stuck ihre Tank- und Reifenstopps absolviert hatten, lautete die Reihenfolge nach 13 Runden von Brauchitsch (Mercedes) vor Rosemeyer (Auto Union), Caracciola (Mercedes) und Nuvolari (Alfa Romeo). Aber bereits eine Runde später fand sich Nuvolari wieder auf Rang drei, weil Rosemeyer zur Reparatur seines klemmenden Gaspedals, eine Folge seines Ausritts in der Anfangsphase, ein weiteres Mal die Boxen aufsuchen musste und viel Zeit verlor. Wenig später ging Nuvolari auch wieder an Caracciola vorbei und machte nun mit letztem Einsatz fahrend pro Runde mehr als 10 Sekunden auf den führenden von Brauchitsch gut. Von Brauchitsch befand sich trotz seines Vorsprungs von anfänglich etwas mehr als eineinhalb Minuten in dem Dilemma, dass durch seine typische harte Fahrweise die Reifen zu schnell abbauten, er aber andererseits trotz wiederholter Aufforderungen von den Boxen, langsamer zu machen, seinen Vorsprung nicht kampflos aufs Spiel setzen wollte.
So entwickelten sich die letzten sieben Runden des Rennens für ihn zu einem verzweifelten Kampf gegen Gegner und Material. Als von Brauchitsch in die 22. und letzte Runde ging, war sein Vorsprung bereits auf etwa 45 Sekunden zusammengeschrumpft. An den Reifen zeigten sich bereits Spuren der Karkasse und beim Durchfahren des Karussells löste sich einer der Hinterreifen endgültig auf. Damit war eine der größten Sensationen in der Motorsportgeschichte perfekt, und als Nuvolari schließlich 4:08:40,2 Stunden als Erster die Ziellinie überquerte, war das Publikum einen Moment lang regelrecht geschockt. Der Italiener hatte sich damit gegen neun der übermächtigen Silberpfeile durchgesetzt, noch dazu auf deren Heimstrecke.
Zweiter mit einem Rückstand von 1:38,6 Minuten wurde schließlich Hans Stuck, der mit einer ebenfalls großartigen, wenn unter den Umständen auch kaum beachteten fahrerischen Leistung nach seinem anfänglichen Missgeschick das gesamte Feld von hinten aufgerollt hatte. Von Brauchitsch fuhr die letzte Runde mit einem auch defekten zweiten Hinterreifen auf zwei Felgen zwar zu Ende, wurde dabei aber auch von Caracciola und Rosemeyer eingeholt und war von seinen fünften Platz bitter enttäuscht.
Mit seinem dritten Platz übernahm Caracciola die alleinige Führung in der Europameisterschaftswertung vor seinem Teamkollegen Fagioli.

## Ergebnisse

### Meldeliste
| Team                           | Nr. | Fahrer                  | Info  | Chassis              | Motor                                   | Reifen |
| ------------------------------ | --- | ----------------------- | ----- | -------------------- | --------------------------------------- | ------ |
| Auto Union AG                  | 01  | Hans Stuck              |       | Auto Union B         | Auto Union 5.0L V16 Kompressor          | C      |
| Auto Union AG                  | 02  | Achille Varzi           |       | Auto Union B         | Auto Union 5.0L V16 Kompressor          | C      |
| Auto Union AG                  | 03  | Bernd Rosemeyer         |       | Auto Union B         | Auto Union 5.0L V16 Kompressor          | C      |
| Auto Union AG                  | 04  | Paul Pietsch            |       | Auto Union B         | Auto Union 5.0L V16 Kompressor          | C      |
| Auto Union AG                  |     | Hermann zu Leiningen    | RES   |                      |                                         | C      |
| Daimler-Benz AG                | 05  | Rudolf Caracciola       |       | Mercedes-Benz W 25B  | Mercedes-Benz M 25 B 4.0L I8 Kompressor | C      |
| Daimler-Benz AG                | 06  | Luigi Fagioli           |       | Mercedes-Benz W 25B  | Mercedes-Benz M 25 B 4.0L I8 Kompressor | C      |
| Daimler-Benz AG                | 07  | Manfred von Brauchitsch |       | Mercedes-Benz W 25B  | Mercedes-Benz M 25 B 4.0L I8 Kompressor | C      |
| Daimler-Benz AG                | 08  | Hanns Geier             |       | Mercedes-Benz W 25   | Mercedes-Benz M 25 A 3.4L I8 Kompressor | C      |
| Daimler-Benz AG                | 09  | Hermann Lang            |       | Mercedes-Benz W 25   | Mercedes-Benz M 25 A 3.4L I8 Kompressor | C      |
| English Racing Automobiles Ltd | 10  | Raymond Mays a          |       | ERA B                | ERA 2.0L I6 Kompressor                  | D      |
| English Racing Automobiles Ltd | 19  | Ernst von Delius        | DNS b | ERA B                | ERA 2.0L I6 Kompressor                  | D      |
| Gruppo Genovese San Giorgio    | 11  | Renato Balestrero       |       | Maserati 8C 3000 c   | Maserati 3.0L I8 Kompressor             |        |
| Scuderia Ferrari               | 12  | Tazio Nuvolari          |       | Alfa Romeo Tipo B/P3 | Alfa Romeo 3.2L I8 Kompressor           | E      |
| Scuderia Ferrari               | 14  | Louis Chiron            |       | Alfa Romeo Tipo B/P3 | Alfa Romeo 3.2L I8 Kompressor           | E      |
| Scuderia Ferrari               | 15  | René Dreyfus            | DNS d | Alfa Romeo Tipo B/P3 | Alfa Romeo 3.2L I8 Kompressor           | E      |
| Scuderia Ferrari               | 15  | Antonio Brivio          |       | Alfa Romeo Tipo B/P3 | Alfa Romeo 3.2L I8 Kompressor           | E      |
| Scuderia Subalpina             | 16  | Goffredo Zehender       |       | Maserati 6C-34 e     | Maserati 3.7L I6 Kompressor             | P      |
| Scuderia Subalpina             | 17  | Philippe Étancelin      |       | Maserati 6C-34 e     | Maserati 3.7L I6 Kompressor             | P      |
| Scuderia Subalpina             | 18  | Eugenio Siena           | DNA f | Maserati 8CM         | Maserati 3.0L I8 Kompressor             | P      |
| Scuderia Subalpina             | 18  | Pietro Ghersi           |       | Maserati 8CM         | Maserati 3.0L I8 Kompressor             | P      |
| László Hartmann                | 20  | László Hartmann         |       | Maserati 8CM         | Maserati 3.0L I8 Kompressor             |        |
| Hans Ruesch                    | 21  | Hans Ruesch             |       | Maserati 8CM         | Maserati 3.0L I8 Kompressor             |        |
| Luigi Soffietti                | 21  | Pietro Ghersi           | DNA g | Maserati 8CM         | Maserati 3.0L I8 Kompressor             |        |
| Automobiles Ettore Bugatti     | 22  | Piero Taruffi           |       | Bugatti T59          | Bugatti 3.3L I8 Kompressor              | M      |

### Startaufstellung
Die Startpositionen wurden nicht anhand der Trainingszeiten vergeben, sondern ausgelost.
| Balestrero |                 | Nuvolari   |          | Stuck     |
|            |                 |            |          |           |
|            | von Brauchitsch |            | Zehender |           |
|            |                 |            |          |           |
| Chiron     |                 | Caracciola |          | Étancelin |
|            |                 |            |          |           |
|            | Mays            |            | Rüesch   |           |
|            |                 |            |          |           |
| Fagioli    |                 | Rosemeyer  |          | Varzi     |
|            |                 |            |          |           |
|            | Pietsch         |            | Hartmann |           |
|            |                 |            |          |           |
| Taruffi    |                 | Lang       |          | Ghersi    |
|            |                 |            |          |           |
|            | Brivio          |            | Geier    |           |

### Rennergebnis
| Pos. | Fahrer                        | Konstrukteur  | Runden | Stopps | Zeit         | Start | Schnellste Runde | Ausfallgrund                       | EM-Punkte |
| ---- | ----------------------------- | ------------- | ------ | ------ | ------------ | ----- | ---------------- | ---------------------------------- | --------- |
| 01   | Tazio Nuvolari                | Alfa Romeo    | 22     |        | 4:08:40,2 h  | 2     | 10:43,6 min      |                                    | 1         |
| 02   | Hans Stuck                    | Auto Union    | 22     |        | + 1:38,6 min | 1     | 10:41,2 min      |                                    | 2         |
| 03   | Rudolf Caracciola             | Mercedes-Benz | 22     |        | + 2:32,9 min | 7     | 10:47,2 min      |                                    | 3         |
| 04   | Bernd Rosemeyer               | Auto Union    | 22     |        | + 4:10,8 min | 12    | 10:46,4 min      |                                    | 4         |
| 05   | Manfred von Brauchitsch       | Mercedes-Benz | 22     |        | + 5:37,2 min | 5     | 10:32,2 min      |                                    | 4         |
| 06   | Luigi Fagioli                 | Mercedes-Benz | 22     |        | + 7:18,1 min | 13    | 11:00,0 min      |                                    | 4         |
| 07   | Hanns Geier                   | Mercedes-Benz | 21     |        | + 1 Runde    | 19    | 11:19,8 min      |                                    | 4         |
| 08   | Achille Varzi                 | Auto Union    | 21     |        | + 1 Runde    | 11    | 11:20,0 min      |                                    | 4         |
| 09   | Paul Pietsch                  | Auto Union    | 20     |        | + 2 Runden   | 15    | 12:00,2 min      |                                    | 4         |
| 10   | Hans Ruesch                   | Maserati      | 20     |        | + 2 Runden   | 9     | 11:58,2 min      |                                    | 4         |
| 11   | Goffredo Zehender             | Maserati      | 20     |        | + 2 Runden   | 4     | 11:57,0 min      |                                    | 4         |
| 12   | Pietro Ghersi                 | Maserati      | 20     |        | + 2 Runden   | 16    | 12:08,8 min      |                                    | 4         |
| —    | Philippe Étancelin            | Maserati      | 19     |        | DNF          | 6     | 11:50,2 min      | Motorschaden                       | 4         |
| —    | Hermann Lang                  | Maserati      | 16     |        | DNF          | 17    | 11:31,2 min      | Motorschaden                       | 5         |
| —    | Raymond Mays Ernst von Delius | ERA           | 16     |        | DNF          | 17    | 13:14,2 min      | Motor überhitzt nach Fehlzündungen | 5 / 8     |
| —    | László Hartmann               | Maserati      | 10     |        | DNF          | 14    | 12:42,4 min      | Zündungsschaden                    | 6         |
| —    | Louis Chiron                  | Alfa Romeo    | 5      |        | DNF          | 8     | 11:36,4 min      | Differentialschaden                | 7         |
| —    | Piero Taruffi                 | Bugatti       | 4      |        | DNF          | 18    | 12:24,0 min      | Motorschaden                       | 7         |
| —    | Antonio Brivio                | Alfa Romeo    | 1      |        | DNF          | 20    | 12:37,2 min      | Differentialschaden                | 7         |
| —    | Renato Balestrero             | Maserati      | 1      |        | DNF          | 3     |                  | Unfall                             | 7         |